# Inna Iwanowna Ljubimenko

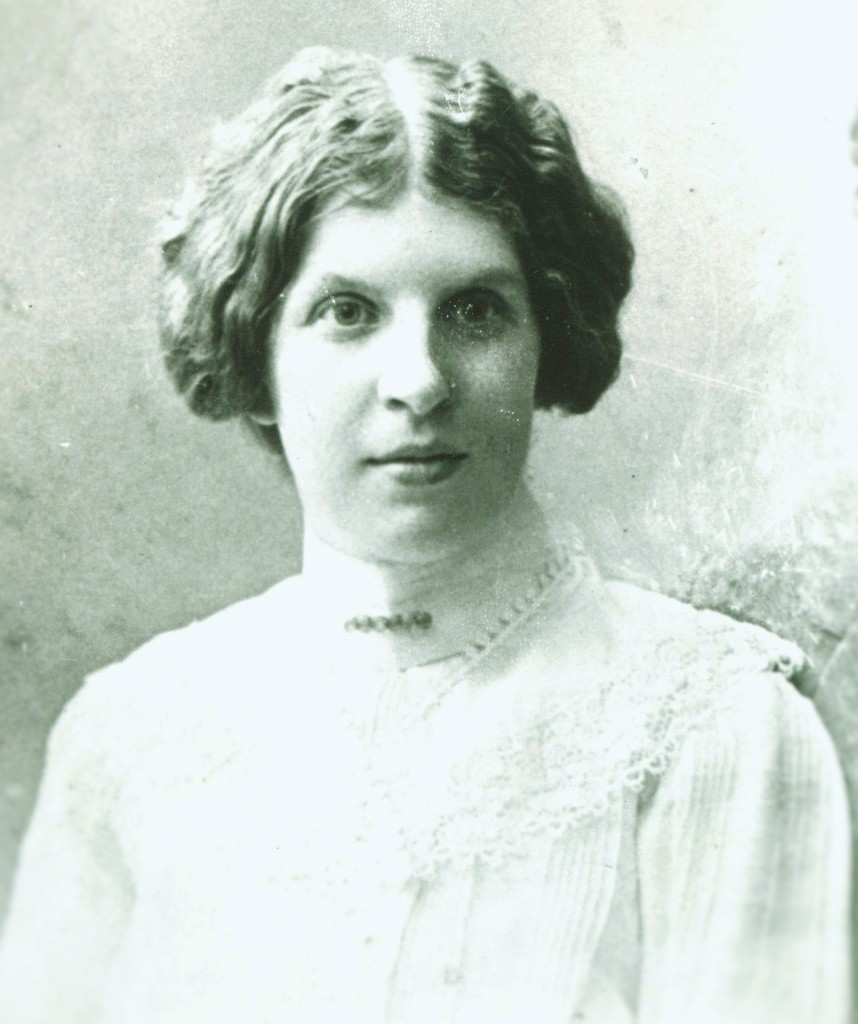
Inna Iwanowna Ljubimenko (um 1900)

Inna Iwanowna Ljubimenko, geboren Borodina, (russisch Инна Ивановна Любименко, урожд. Бородина; * 1. Apriljul. / 13. April 1878greg. in St. Petersburg; † 15. Januar 1959 in Leningrad) war eine russische bzw. sowjetische Historikerin.

## Leben
Ljubimenko, Tochter des Botanikers Iwan Borodin, besuchte ab 1891 das Gymnasium der Fürstin Obolenskaja und begann 1897 das Studium in den Höheren Bestuschew-Kursen für Frauen. Insbesondere studierte sie das westeuropäische Mittelalter bei Iwan Greaves und Georg August Forstén. Auf Empfehlung Greaves' ging sie an die Universität von Paris und verfasste eine Monografie über Johann von Bretagne, nach deren Verteidigung sie 1908 zum Docteur és lettres promoviert wurde. Sie hatte den Botaniker Wladimir Ljubimenko (1873–1937) geheiratet, der auf der Krim im Botanischen Garten Nikita arbeitete und 1904/1905 auch an der Universität von Paris war.
Bereits während des Studiums in Paris reiste Ljubimenko regelmäßig nach London und Moskau und untersuchte die britischen und russischen gegenseitigen diplomatischen und Handelsbeziehungen in der frühen Neuzeit, die ihr Forschungsschwerpunkt wurden. Ihre ersten Aufsätze dazu erschienen 1912 französisch und russisch. Auch schrieb sie über die entsprechenden niederländischen und französischen Beziehungen.
Als einzige Frau auf dem International Congress of Historical Sciences 1913 in London berichtete Ljubimenko über den Briefwechsel Elisabeths I. mit den russischen Zaren. Der damalige Kontakt war zufällig entstanden, indem 1553 das britische Schiff Edward Bonaventure unter dem Kommando Richard Chancellors auf der Fahrt in die Nordostpassage infolge schlechten Wetters bei Archangelsk ankern musste. Chancellor und die begleitenden Händler kamen in Kontakt mit dem örtlichen Gouverneur. Dies führte zum Empfang durch Iwan den Schrecklichen in Moskau und zur Gründung der Muscovy Company. Ljubimenkos Kongressvortrag wurde 1914 in The American Historical Review veröffentlicht.
Im Ersten Weltkrieg war Ljubimenko 1916 Auslandskorrespondentin und Übersetzerin im Botanischen Garten Petrograd. Dann unterrichtete sie und hielt Vorträge in verschiedenen Bildungseinrichtungen. Nach der Oktoberrevolution nahm sie 1923 am International Congress of Historical Sciences in Brüssel teil. Sie wurde 1925 nach Lettland, Deutschland, Frankreich und England geschickt, um Methoden des Archivierens zu studieren und Archivmaterialien zu erhalten.
Ab 1926 verschlechterte sich Ljubimenkos Gesundheitszustand, aber sie übernahm weiter Aufgaben in verschiedenen wissenschaftlichen Einrichtungen, insbesondere in der Akademie der Wissenschaften der UdSSR. Im Deutschen Angriffskrieg gegen  die Sowjetunion wurde sie im März 1942 in die Leningrader Filiale des Moskauer Instituts für Geschichte im blockierten Leningrad versetzt, die im Juli 1942 nach Jelabuga und dann nach Taschkent evakuiert wurde. Sie arbeitete dort bis 1944.
Nach der Pensionierung 1952 verfasste Ljubimenko Studien zur Geschichte St. Petersburgs und redigierte die Kapitel des 1. Bandes der Geschichte der Akademie der Wissenschaften.

## Ehrungen, Preise
- Medaille „Für die Verteidigung Leningrads“[1]
- Medaille „Für heldenmütige Arbeit im Großen Vaterländischen Krieg 1941–1945“[1]